# Lacus Aestatis

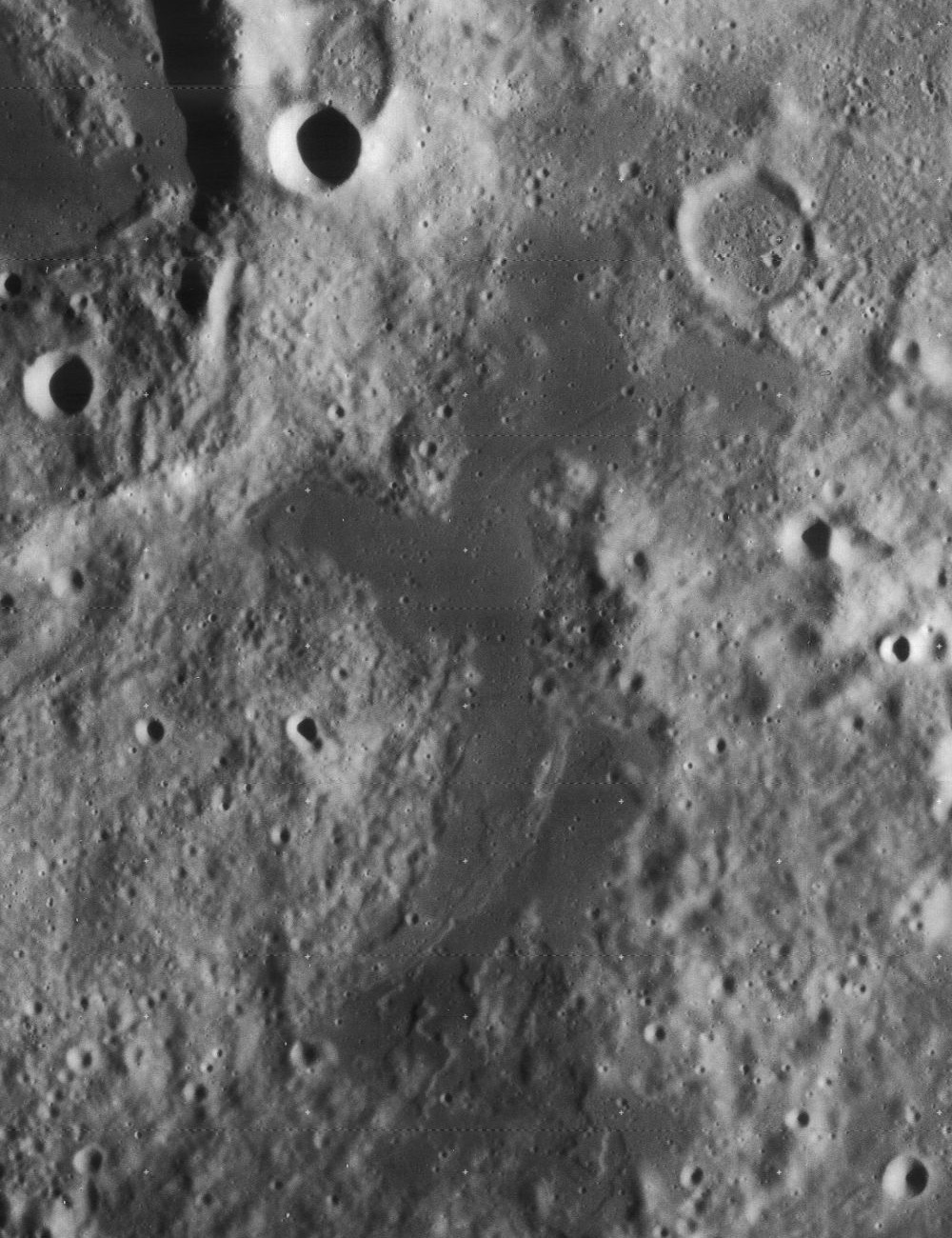
Snímek dvojice měsíčních moří Lacus Aestatis (tmavší svislý objekt uprostřed obrázku).

Lacus Aestatis (česky Jezero léta nebo Jezero letní) je dvojice malých měsíčních moří poblíž západního okraje přivrácené strany Měsíce, které mají celkovou plochu cca 1 000 km² a průměr přibližně 90 km. Střední selenografické souřadnice jsou 14,8° J a 68,6° Z. Německý astronom Julius Franz jej pojmenoval Mare Aestatis (Moře léta), Mezinárodní astronomická unie jej v roce 1970 přejmenovala na současný název.
Poblíž se nacházejí krátery Rocca a zatopený Crüger.